# Metodo delle forze
Nell'ambito della meccanica delle strutture, il metodo delle forze definisce un algoritmo di risoluzione di travature elastiche (telai e travature reticolari) iperstatiche. In termini semplificati, il metodo può essere visto come completamento delle condizioni di equilibrio statico, cioè come una tecnica per produrre delle condizioni ausiliarie (di compatibilità cinematica) tali da compensare l'indeterminazione delle equazioni fornite dalla statica nel caso di strutture iperstatiche. 

## Storia
Le origini del metodo delle forze sono legate a molti nomi di studiosi di meccanica della fine del XIX secolo, ma le figure emergenti in tale paternità sono quelle di Castigliano e Mohr con i metodi da loro proposti di analisi delle travature iperstatiche, rispettivamente basati sul teorema di minimo dell'energia di deformazione e sul principio dei lavori virtuali. I metodi furono successivamente riconosciuti da Müller-Breslau nella loro sostanziale equivalenza. Tale ultimo studioso diede una efficace formulazione generale del metodo del forze tanto che le relazioni fondamentali di congruenza cui il metodo perviene portano attualmente il suo nome.

## Formulazione
Nella risoluzione di travature elastiche iperstatiche, il metodo delle forze segue una formulazione in termini di tensione interna, ricercando tra tutti i possibili campi di tensioni generalizzate (le caratteristiche di sollecitazione del sistema {\displaystyle \mathbf {\sigma } \equiv (M,N,T)}) in equilibrio con i carichi esterni, l'unica soluzione cui corrispondono, tramite la legge di Hooke:
{\displaystyle {\boldsymbol {\varepsilon }}={\mathcal {F}}\,{\boldsymbol {\sigma }}\;\;\Leftrightarrow \;\;\left(\varepsilon ={\frac {N}{EA}}\;,\;\gamma ={\frac {T}{GA^{*}}}\;,\;\chi ={\frac {M}{EJ}}\right)\;}
deformazioni generalizzate (le caratteristiche di deformazione {\displaystyle {\boldsymbol {\varepsilon }}\equiv (\varepsilon ,\gamma ,\chi )}) e spostamenti {\displaystyle {\mathbf {u} }\equiv (u,w,\varphi )} compatibili con i vincoli cinematici del sistema. Il metodo pertanto si articola nei passi:
1. Rappresentazione del generale campo di tensione {\displaystyle {\boldsymbol {\sigma }}} in equilibrio con i carichi esterni;
2. Scrittura e soluzione delle condizioni di congruenza cinematica del problema.

### Gli schemi statici di calcolo
Per un problema ad {\displaystyle n} gradi di iperstaticità, definito un sistema isostatico equivalente mediante l'introduzione di {\displaystyle n} generiche sconnessioni e la scelta dei duali parametri statici come incognite iperstatiche {\displaystyle \{X_{1},\ldots ,X_{n}\}}, il passo 1 è realizzato mediante una rappresentazione del tipo
{\displaystyle {\boldsymbol {\sigma }}={\boldsymbol {\sigma }}_{0}+\sum _{i=1}^{n}X_{i}{\boldsymbol {\sigma }}_{i}}
dove {\displaystyle {\boldsymbol {\sigma }}_{0}} è la soluzione dello schema statico in equilibrio con i carichi esterni e per
{\displaystyle \left(X_{1}=\ldots =X_{n}=0\right)\;,}
mentre il campo generico {\displaystyle {\boldsymbol {\sigma }}_{j}} è la soluzione dello schema statico in equilibrio con carichi esterni nulli (è un'autosoluzione del problema) e per
{\displaystyle \left(X_{j}=1\;,\;X_{i}=0\,,\forall i\neq j\right)\;\;\{i=1,\ldots ,n\}}

#### Osservazione
La scelta delle incognite iperstatiche, e quindi del sistema isostatico equivalente, costituisce una fase molto delicata del problema, proprio perché la scelta non è univoca né pienamente riconducibile a precise regole da seguire. In particolare si deve porre una certa attenzione a non ridursi a sistemi degeneri, labili quindi, invece che isostatici.

### Le condizioni di congruenza (le equazioni di Müller-Breslau)
Le configurazioni deformate della struttura isostatica equivalente, associate tramite il legame costitutivo {\displaystyle {\boldsymbol {\varepsilon }}={\mathcal {F}}{\boldsymbol {\sigma }}} alla rappresentazione {\displaystyle {\boldsymbol {\sigma }}={\boldsymbol {\sigma }}_{0}+\sum _{i=1}^{n}X_{i}{\boldsymbol {\sigma }}_{i}} del campo tensionale, violano proprio gli {\displaystyle n} vincoli presenti nella struttura iniziale ma soppressi nella struttura resa isostatica. Tali vincoli cinematici vanno pertanto imposti espressamente: ciò fornisce un sistema di {\displaystyle n} equazioni (di congruenza) che determina i valori delle {\displaystyle n} incognite iperstatiche {\displaystyle \{X_{1},\ldots ,X_{n}\}} e, quindi, definisce univocamente la soluzione elastica del problema (il passo 2 della strategia).
Una forma elegante e concisa di rappresentare le {\displaystyle n} equazioni di congruenza del problema è attraverso la formulazione variazionale fornita dal principio di minimo dell'energia complementare totale, cioè ricercando il minimo del funzionale
{\displaystyle \Pi _{c}[{\boldsymbol {\sigma }}]={\frac {1}{2}}\int _{B}{\boldsymbol {\sigma }}^{t}\,{\mathcal {F}}\,{\boldsymbol {\sigma }}\,dv-\int _{C_{u}}({\boldsymbol {\sigma }}{\mathbf {n} })^{t}{\bar {\mathbf {u} }}\,ds={\mbox{min}}_{\sigma }}
tra tutti i campi di tensione {\displaystyle {\boldsymbol {\sigma }}} equilibrati con i carichi esterni. Nel caso in esame, per la rappresentazione data del campo di tensioni equilibrate {\displaystyle {\boldsymbol {\sigma }}}, l'energia complementare totale risulta una funzione delle sole incognite iperstatiche {\displaystyle \{X_{1},\ldots ,X_{n}\}}. Imponendo le condizioni di stazionarietà del funzionale energetico {\displaystyle \Pi _{c}[X_{1},\ldots ,X_{n}]} rispetto a tali variabili
{\displaystyle {\frac {\partial }{\partial X_{j}}}\Pi _{c}[X_{1},\ldots ,X_{n}]=0\;\;,\;\;\{j=1,\ldots ,n\}}
si ottengono le {\displaystyle n} equazioni di congruenza {\displaystyle \{j=1,\ldots ,n\}}:
{\displaystyle \left(\int _{B}{\boldsymbol {\sigma }}_{j}^{t}{\mathcal {F}}{\boldsymbol {\sigma }}_{0}\,dv-\int _{C_{u}}({\boldsymbol {\sigma }}_{j}{\mathbf {n} })^{t}{\bar {\mathbf {u} }}\,ds\right)+\sum _{i=1}^{n}X_{i}\left(\int _{B}{\boldsymbol {\sigma }}_{j}^{t}{\mathcal {F}}{\boldsymbol {\sigma }}_{i}\,dv\right)=0\;\;}
Per problemi piani relativi alle strutture intelaiate da noi considerate, in presenza di molle e cedimenti dei vincoli cinematici, il funzionale dell'energia complementare totale assume l'espressione particolare
{\displaystyle \Pi _{c}[{\boldsymbol {\sigma }}]\equiv {\frac {1}{2}}\sum _{\mbox{travi}}\int _{l}\{{\frac {M^{2}}{EJ}}+{\frac {N^{2}}{EA}}+{\frac {T^{2}}{GA^{*}}}\}\,ds+{\frac {1}{2}}\sum _{\mbox{molle}}{\frac {S^{2}}{k}}-\sum _{\mbox{ced}}{\mathbf {R} }^{t}{\bar {\mathbf {u} }}}
Le equazioni di congruenza (dette equazioni di Muller—Breslau) sono pertanto le seguenti {\displaystyle \{j=1,\ldots ,n\}}:
{\displaystyle \left(\sum _{\mbox{travi}}\int _{l}\{{\frac {M_{0}M_{j}}{EJ}}+{\frac {N_{0}N_{j}}{EA}}+{\frac {T_{0}T_{j}}{GA^{*}}}\}\,ds+\sum _{\mbox{molle}}{\frac {S_{0}S_{j}}{k}}-\sum _{\mbox{ced}}{\mathbf {R} }_{j}^{t}{\bar {\mathbf {u} }}\right)+\sum _{i=1}^{n}X_{i}\left(\sum _{\mbox{travi}}\int _{l}\{{\frac {M_{i}M_{j}}{EJ}}+{\frac {N_{i}N_{j}}{EA}}+{\frac {T_{i}T_{j}}{GA^{*}}}\}\,ds+\sum _{\mbox{molle}}{\frac {S_{i}S_{j}}{k}}\right)=0}

#### Osservazioni
- Per strutture composte da travi sufficientemente snelle, il contributo energetico dovuto alla deformabilità tagliante è trascurabile rispetto a quello dovuto alla deformabilità flettente (ipotesi di Bernoulli), semplificando le equazioni di congruenza nelle seguenti:

{\displaystyle \left(\sum _{\mbox{travi}}\int _{l}\{{\frac {M_{0}M_{j}}{EJ}}+{\frac {N_{0}N_{j}}{EA}}\}\,ds+\sum _{\mbox{molle}}{\frac {S_{0}S_{j}}{k}}-\sum _{\mbox{ced}}{\mathbf {R} }_{j}^{t}{\bar {\mathbf {u} }}\right)+\sum _{i=1}^{n}X_{i}\left(\sum _{\mbox{travi}}\int _{l}\{{\frac {M_{i}M_{j}}{EJ}}+{\frac {N_{i}N_{j}}{EA}}\}\,ds+\sum _{\mbox{molle}}{\frac {S_{i}S_{j}}{k}}\right)=0}
- Nelle stesse ipotesi, in presenza di flessione, è molte volte trascurabile pure il contributo energetico dovuto alla deformabilità assiale da sforzo normale, con una semplificazione ulteriore delle equazioni di congruenza:

{\displaystyle \left(\sum _{\mbox{travi}}\int _{l}\{{\frac {M_{0}M_{j}}{EJ}}\}\,ds+\sum _{\mbox{molle}}{\frac {S_{0}S_{j}}{k}}-\sum _{\mbox{ced}}{\mathbf {R} }_{j}^{t}{\bar {\mathbf {u} }}\right)+\sum _{i=1}^{n}X_{i}\left(\sum _{\mbox{travi}}\int _{l}\{{\frac {M_{i}M_{j}}{EJ}}\}\,ds+\sum _{\mbox{molle}}{\frac {S_{i}S_{j}}{k}}\right)=0}
- Nelle stesse ipotesi e in assenza di molle e cedimenti, le precedenti equazioni di congruenza si semplificano nelle:

{\displaystyle \left(\sum _{\mbox{travi}}\int _{l}{\frac {M_{0}M_{j}}{EJ}}\,ds\right)+\sum _{i=1}^{n}X_{i}\left(\sum _{\mbox{travi}}\int _{l}{\frac {M_{i}M_{j}}{EJ}}\,ds\right)=0}

## I passi dell'analisi
Dal punto di vista operativo, il metodo delle forze si sviluppa pertanto nelle seguenti fasi:
- a. definizione di un sistema isostatico ridotto esplicitando le incognite iperstatiche {\displaystyle \{X_{1},\ldots ,X_{n}\}};
- b. costruzione dei diagrammi delle caratteristiche di sollecitazione {\displaystyle \{(N_{0},T_{0},M_{0}),(N_{1},T_{1},M_{1}),\ldots ,(N_{n},T_{n},M_{n})\}} prodotte sul sistema isostatico rispettivamente dal carico esterno e da ciascuna delle iperstatiche presa di valore unitario;
- c. calcolo degli integrali del tipo

{\displaystyle \int M_{i}M_{0}\,ds\;,\;\;\int M_{i}M_{j}\,ds\;,\;\;;}
e determinazione dei coefficienti {\displaystyle \{(i,j)=1,\ldots ,n\}}
{\displaystyle f_{i0}=\sum _{\mbox{travi}}\int _{l}{\frac {M_{i}M_{0}}{EJ}}\,ds+\ldots \;\;,\;\;f_{ij}=\sum _{\mbox{travi}}\int _{l}{\frac {M_{i}M_{j}}{EJ}}\,ds+\ldots \;\;,}
del sistema di {\displaystyle n} equazioni lineari di congruenza {\displaystyle \{j=1,\ldots ,n\}}
{\displaystyle f_{j0}+X_{1}\,f_{j1}+\ldots +X_{n}\,f_{jn}=0}
- d. soluzione di tale sistema di equazioni lineari nelle incognite iperstatiche;

- e. ricostruzione della soluzione mediante combinazione lineare dei diagrammi parziali già determinati

{\displaystyle N=N_{0}+\sum _{i}^{n}X_{i}N_{i}\;\;,\;\;T=T_{0}+\sum _{i}^{n}X_{i}T_{i}\;\;,\;\;M=M_{0}+\sum _{i}^{n}X_{i}M_{i}\;\;,\;\;}

## Limiti del metodo delle forze
L'utilizzazione pratica del metodo delle forze per il calcolo di strutture iperstatiche diviene tanto più complessa e laboriosa quanto maggiore è l'iperstaticità della struttura. All'aumentare del numero delle iperstatiche diventa infatti più laboriosa la riduzione al sistema isostatico; inoltre aumenta il numero dei diagrammi delle caratteristiche di sollecitazione e, secondo una legge quadratica, il numero di integrali del tipo {\displaystyle \int M_{i}M_{j}ds} da calcolare. 
Il metodo delle forze, inoltre, si presta male ad essere organizzato in un calcolo automatico da svolgere mediante computer. 
Tutto ciò comporta che il metodo delle forze risulti adatto solo a strutture relativamente semplici ed a procedimenti manuali di calcolo, e che per strutture a molte iperstatiche finisca col rivelarsi macchinoso e scarsamente efficiente. Per strutture complesse risulta più conveniente l'uso di un metodo alternativo di analisi noto come metodo delle rigidezze o metodo degli spostamenti.